# Domingo Ramón Menargues
Domingo Ramón Menargues (Crevillent, País Valencià, 10 de març de 1958) va ser un atleta valencià, plusmarquista dels 3.000 metres obstacles masculí. Hi va participar en els Jocs Olímpics de Moscou 1980 i en els Jocs Olímpics de Los Angeles 1984.

## Biografia
Ramón Menargues va competir en la seua carrera esportiva en tres clubs: El Club Atletisme Hèrcules Benacantil, el València Club d'Atletisme i el Club d'Atletisme Benacantil-Port d'Alacant. Va formar part, en nombroses ocasions, de la selecció espanyola d'atletisme.

### Competicions internacionals

#### Jocs Olímpics de Moscou
La primera gran competició en la qual participa el de Crevillent són els Jocs Olímpics de Moscou, el 1980, on arriba a la final dels 3.000 metres obstacles. Ramón Menargues, junt el polonès Bronislaw Malinowski, seguien el grup de dos corredors que encapçalava la prova, l'etíop Eshetu Tura i el tanzanès Filbert Bayi. Els dos africans van notar el desgast de la carrera, però si bé Malinowski els va poder avançar, el valencià no ho va aconseguir, tot acabant en la quarta posició, amb un registre de 8:15.74, a 2.02 de la medalla de bronze.
Després d'assolir el Diploma Olímpic a la Unió Soviètica, Ramón Menargues va anunciar la possibilitat de retirar-se per falta de mitjans i recursos econòmics. En resposta, el president de la Diputació d'Alacant, Luis Díaz Alperi, li va oferir un lloc de porter de nit a la Caixa d'Estalvis Provincial d'Alacant. L'atleta hi va haver de renunciar atès que no podia compatibilitzar un treball nocturn i els entrenaments.

#### Campionat europeu d'Atenes
El 1982 aconsegueix la seua única medalla en un gran campionat, els europeus que se celebraven en la ciutat d'Atenes. Ramón Menargues va obtenir la medalla de bronze en 3.000 metres obstacles, amb un temps de 8:20.48.

#### Mundial d'Atletisme d'Helsinki
A l'any següent, Ramón Menargues hi va participar en el primer Campionat del Món d'Atletisme, que hi va tindre lloc a Hèlsinki. En aquesta ocasió, el valencià va resoldre la seua actuació amb un discret 8:21.32, tot acabant en desena posició.

#### Jocs Olímpics de Los Angeles
Domingo Ramón Menargues va ser seleccionat de nou per a representar l'Estat espanyol en unes Olimpíades, en la disciplina atlètica dels 3.000 obstacles. No va assolir una fita com a Moscou, però s'hi va quedar a prop: amb un cronòmetre de 8:17.27, va concloure en sisena posició a la final. Va guanyar el seu segon Diploma Olímpic.

#### Mundial d'Atletisme de Roma
El 1987, Ramón Menargues va tancar la seua participació en grans cites d'atletisme amb el 2n Campionat del Món, celebrat a la capital italiana. Va fer una marca ja molt allunyada dels seus millors registres, 8:42.35, i no es va classificar per a la final dels 3.000 obstacles.

### Veterans
Domingo Ramón Menargues continua en actiu, tot competint en la categoria de veterans, amb els colors del Club d'Atletisme Benacantil-Port d'Alacant.
L'any 2002, va guanyar el Campionat d'Espanya de 3.000 metres obstacles per a veterans en categoria de 40-44 anys, celebrat a Ourense, amb un temps de 9:38.64. Eixe mateix estiu, a Potsdam, va obtenir la medalla de plata del Campionat d'Europa de la mateixa categoria, amb una marca de 9:28.

### Personal
En l'actualitat, és tècnic del Patronat Municipal d'Esports de Sant Vicent del Raspeig.
El seu nom denomina una cursa, la Milla Universitària Domingo Ramón Menargues, organitzada des del 2003 per la Universitat d'Alacant. Precisament, el 2012, l'atleta de Crevillent va ser l'encarregat de dur la torxa olímpica pel centre acadèmic.

## Palmarès
- Campió d'Espanya de 3.000 m obstacles en 1980 (8:29.40), 1981 (8:21.09), 1982 (8:27.07) i 1984 (8:29.91).
- Rècord d'Espanya de 3.000 m obstacles durant 1980 i 1999 (8:15.74).
- Medalla d'argent al Campionat d'Europa Junior Donetsk 1977 en 2.000 m obstacles.
- Medalla d'argent als Jocs de la Mediterrània Split 1979 en 3.000 m obstacles (8:25.8).
- Medalla d'or a la Copa d'Europa Primera Divisió Atenes 1981 en 3.000 m obstacles (8:48.35).
- Medalla d'or al Campionat Iberoamericà Barcelona 1983 en 3.000 m obstacles (8:27.20).
- Medalla d'or a la Copa d'Europa Primera Divisió Praga 1983 en 3.000 m obstacles (8:36.69).
- Medalla d'argent als Jocs de la Mediterrània Casablanca 1983 en 3.000 m obstacles (8:19.60).
- Medalla de bronze al Campionat d'Europa a l'Aire Lliure Atenes 1983 en 3.000 m obstacles (8:20.48).